# Super-Chandrasekhar-Supernova vom Typ Ia
Die Super-Chandrasekhar-Supernovae vom Typ Ia sind einer Untergruppe der Supernovae vom Typ Ia mit einem Anteil von ungefähr neun Prozent aller Ia-Supernovae. Ihre absoluten Helligkeiten sind im Vergleich im Maximum um eine Magnitude heller. Sie haben eine langsamere Expansionsgeschwindigkeit der Ejekta als die überwiegende Mehrheit der SN Ia. Diese Eigenschaften werden auf eine höhere Masse des Vorgängersterns im Bereich von 2,1 bis 2,8 Sonnenmassen zurückgeführt, während die Chandrasekhar-Grenzmasse eines Weißen Zwergs bei ungefähr 1,44 Sonnenmassen liegt. Als eine alternative Bezeichnung für Super-Chandrasekhar Supernovae wird der Begriff Überleuchtkräftige Supernovae vom Typ Ia verwendet.

## Eigenschaften
Supernovae vom Typ Ia sind die Standardleuchtkerzen der Astrophysik für kosmologische Entfernungen. Weil die Chandrasekhar-Grenzmasse nur gering mit der chemischen Zusammensetzung des Weißen Zwerges variiert, wird bei allen Typ-Ia-Supernovae eine Energie von 1051 erg frei und dadurch konnte mit Hilfe dieser Eruptionen auf die beschleunigte Expansion des Universums geschlossen werden. Bei der Beobachtung vieler Supernovae vom Typ Ia wurde eine Untergruppe gefunden, deren Leuchtkraft über und deren beobachtete Expansionsgeschwindigkeit weit unter der normaler Ia SN liegt. Beide Phänomene werden auf eine höhere Masse des Vorgängersterns zurückgeführt, da bei diesen in den thermonuklearen Reaktion während der Detonation mehr 56Ni entsteht, das weiter zu 56Co und 56Fe zerfällt und die Hauptquelle für die Leuchtkraft der Supernova ist. Weiterhin dürfte die höhere Masse des Vorläufersterns durch stärkere Gravitationskräfte die Expansion der Ejekta stärker bremsen.
Die absolute visuelle Helligkeit liegt im Bereich von Mv −19,5 bis −20,5. Im Spektrum der Super-Chandrasekhar Supernova zeigt sich häufig die Linie des einfach ionisierten Kohlenstoffs, die bei normalen Typ Ia SN nicht beobachtet wird. Die Expansionsgeschwindigkeit des einfach ionisierten Siliziums bleibt über Wochen vor und nach dem Maximum konstant bei einer Geschwindigkeit von 9000 km/s, was nur etwa 50 Prozent des Wertes anderer SN Ia entspricht. Dieser Geschwindigkeitsverlauf wird als das Ergebnis einer Schockwelle interpretiert, die durch zirkumstellares Material läuft wie sie zum Beispiel bei der Verschmelzung zweier Weißer Zwerge entstehen kann. Es gibt im Spektrum keine Anzeichen für eine starke Wechselwirkung mit einem dichten zirkumstellaren Medium um die Supernova, die durch eine Umwandlung von kinetischer Energie in elektromagnetische Strahlung die zusätzliche Leuchtkraft zur Verfügung stellt. Die aus dem Spektren abgeleitete Masse der Ejekta liegt bei mehr als zwei Sonnenmassen.
Die Position der Super-Chandrasekhar Supernovae liegt im Halo ihrer Heimatgalaxien oder in wenig entwickelten Zwerggalaxien. In ihrer Umgebung finden sich sehr metallarme Sterne mit einer Metallizität von ungefähr einem Zehntel der Sonne. Wahrscheinlich ist der geringe Metallgehalt auch verantwortlich für die höhere Leuchtkraft dieser eruptiven Veränderlichen.

## Entstehung
- Im zweifach entarteten Szenario für Supernovae vom Typ Ia kann es zu einer Verschmelzung zweier Weißer Zwerge kommen, die aufgrund der Abstrahlung von Gravitationsstrahlung kollidieren. Bei der Kollision wird genügend Hitze freigesetzt, um den thermonuklearen Runaway zu zünden, und weil zwei Weiße Zwerge beteiligt sind, kann eine Masse von bis zu dem Doppelten der Chandrasekhar-Grenzmasse erreicht werden[6]
- Durch die Akkretion von einem zweiten Weißen Zwerg kann ein schnell rotierender Weißer Zwerg entstehen, der differentiell rotiert und über die Zentrifugalkräfte die Chandrasekhar-Grenze deutlich überschreiten kann. Dabei sind obere Grenzmassen von bis zu 2,4 Sonnenmassen möglich, bevor der akkretierende Weiße Zwerg in einer thermonuklearen Supernova explodiert[7]
- In einem abgewandelten Szenario durchlaufen ein Weißer Zwerg und ein Roter Riese einen Common Envelope. Dabei taucht der Weiße Zwerg in die ausgedehnte Atmosphäre des Riesensterns ein und wirft diese ab. Der heiße Kern akkretiert Material vom Weißen Zwerg und wird auf hohe Geschwindigkeiten beschleunigt, wodurch die Detonation verzögert wird, weil die Zentrifugalkräfte die Gravitationskräfte kompensieren. Die Rotation des magnetischen Weißen Zwerges führt zu einer Abstrahlung von elektromagnetischer Strahlung und nach einigen Milliarden Jahren explodiert der überschwere entartete Stern[8]
- Eine asymmetrische Detonation des Weißen Zwerges könnte infolge der asphärischen Abstrahlung eine über- bzw. unterdurchschnittliche Leuchtkraft je nach Blickwinkel vortäuschen. Allerdings wird diese Hypothese nicht durch polarimetrische Beobachtungen unterstützt[9]

## Beispiele
- SN 2006gz
- SN 2007if
- SN 2009dc
- SN 2003fg